# Vladimír Jarý
Vladimír Jarý (* 2. ledna 1947 Litvínov, Československo) je bývalý český házenkář, reprezentant Československa a stříbrný medailista z letních olympijských her v Mnichově v roce 1972. Nastoupil v Mnichově v 6 utkáních a dal 10 gólů.
S týmem Československa byl sedmý na LOH 1976 v Montrealu. Hrál v 5 utkáních a dal 7 gólů. S házenou začínal v Litvínově (do roku 1967). V československé lize hrál na vojně za Duklu Prahu (1967–1969) a dále do konce kariéry v roce 1982 za Škodu Plzeň, se kterou získal v roce 1974 mistrovský titul. Nejlepší házenkář Československa za rok 1973.